# ناتالیا مالئوس
ناتالیا مالئوس (استونیایی: Natalia Malleus؛ زادهٔ ۲۳ ژانویهٔ ۱۹۵۴)  سیاستمدار و نماینده مجلس اهل استونی است.